# Центр штата Мараньян (мезорегион)

Центр штата Мараньян на карте.

Центр штата Мараньян (порт. Mesorregião do Centro Maranhense) — административно-статистический мезорегион в Бразилии, входит в штат Мараньян. Население составляет 915 039 человек на 2010 год. Занимает площадь 54 372,789 км². Плотность населения — 16,83 чел./км².

## Демография
Согласно сведениям, собранным в ходе переписи 2010 г. Национальным институтом географии и статистики (IBGE), население мезорегиона составляет:
| Полное население                            | Полное население                            | Полное население                            | Полное население                            | 915 039 |
| ------------------------------------------- | ------------------------------------------- | ------------------------------------------- | ------------------------------------------- | ------- |
| в том числе:                                | Городское население                         | 508 989                                     | Процент городского населения, %             | 55,62   |
|                                             | Сельское население                          | 406 050                                     | Процент сельского населения, %              | 44,38   |
|                                             | Мужское население                           | 457 223                                     | Процент мужского населения, %               | 49,97   |
|                                             | Женское население                           | 457 816                                     | Процент женского населения, %               | 50,03   |
| Плотность населения, чел/км²                | Плотность населения, чел/км²                | Плотность населения, чел/км²                | Плотность населения, чел/км²                | 16,83   |
| Население мезорегиона в % к населению штата | Население мезорегиона в % к населению штата | Население мезорегиона в % к населению штата | Население мезорегиона в % к населению штата | 13,92   |

## Статистика
- Валовой внутренний продукт на 2003 составляет 1 255 053 984,00 реалов (данные: Бразильский институт географии и статистики).
- Валовой внутренний продукт на душу населения на 2003 составляет 1456,72 реалов (данные: Бразильский институт географии и статистики).
- Индекс развития человеческого потенциала на 2000 составляет 0,588 (данные: Программа развития ООН).

## Состав мезорегиона
В мезорегион входят следующие микрорегионы:
1. Президенти-Дутра
2. Алту-Меарин-и-Гражау
3. Медиу-Меарин